# Weitere Aussichten …
Weitere Aussichten …, „ein Stück für Therese Giehse“, ist ein Fernsehspiel und ein Theaterstück von Franz Xaver Kroetz. 
1973 entstand zunächst das Fernsehspiel für den Hessischen Rundfunk, mit dem der Dramatiker seinen bis dahin größten Erfolg in der Bundesrepublik Deutschland haben sollte. 1975, im gleichen Jahr wie die Ursendung, wurde auch die 1974 entstandene Theaterfassung am Städtischen Theater Karl-Marx-Stadt uraufgeführt.